# Telkibánya
Telkibánya ist eine ungarische Gemeinde im Kreis Gönc im Komitat Borsod-Abaúj-Zemplén.

## Geografische Lage
Telkibánya liegt in Nordungarn, 60 Kilometer nordöstlich des Komitatssitzes Miskolc und gut sechs Kilometer östlich der Kreisstadt Gönc. Nachbargemeinden sind Bózsva und Zsujta.

## Geschichte
Im Jahr 1913 gab es in der damaligen Großgemeinde 300 Häuser und 1285 Einwohner auf einer Fläche von 8130 Katastraljochen. Sie gehörte zu dieser Zeit zum Bezirk Füzér im Komitat Abaúj-Torna.

## Sehenswürdigkeiten
- Adventistische Kirche, erbaut 1945–1946
- Bergbaumuseum (Érc- és Ásványbányászati Múzeum Ipartörténeti Gyűjteménye)
  - Im Garten des Museums befindet sich eine Sammlung von Mühlsteinen (Szabadtéri malomkőpark)
- Eishöhle (Jegesbarlang)
- Goldgräber-Denkmal (Aranybányászok emlékműve)
- Heimatkundliche Ausstellung (Helytörténeti Kiállítás)
- Károlyi-Jagdschloss (Károlyi-vadászkastély), erbaut in den 1930er Jahren im Tiroler Stil
- Reformierte Kirche, erbaut im 15. Jahrhundert, 1892 umgebaut und Turm hinzugefügt
- Römisch-katholische Kirche Kisboldogasszony, erbaut im 14. Jahrhundert, im 17. Jahrhundert umgebaut, 1829 wurde der Glockenturm  hinzugefügt
- Szent-Katalin-Kapelle (Alexandriai Szent Katalin ispotály és kápolna)
- Szent-Katalin-Statue

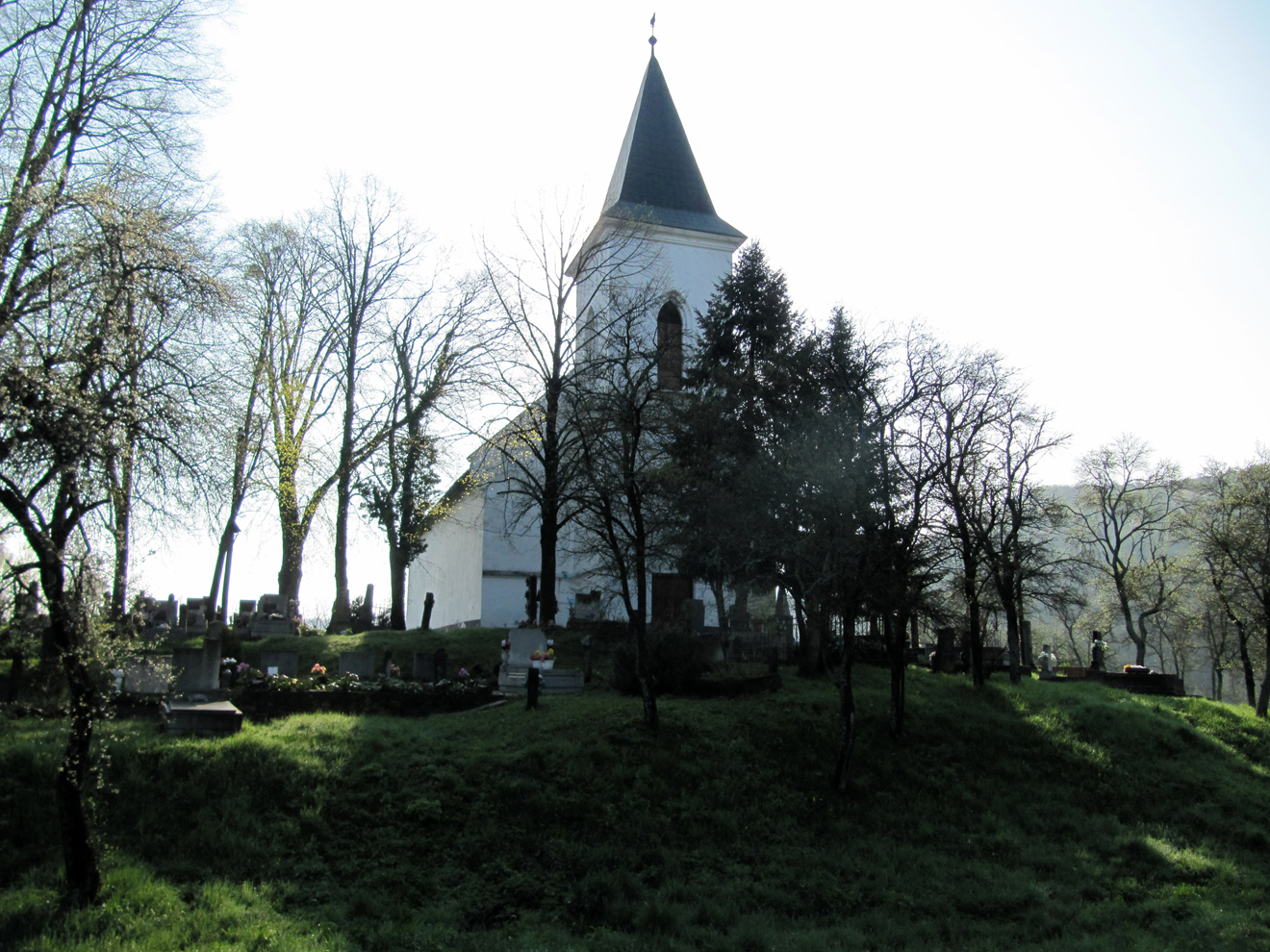
Reformierte Kirche
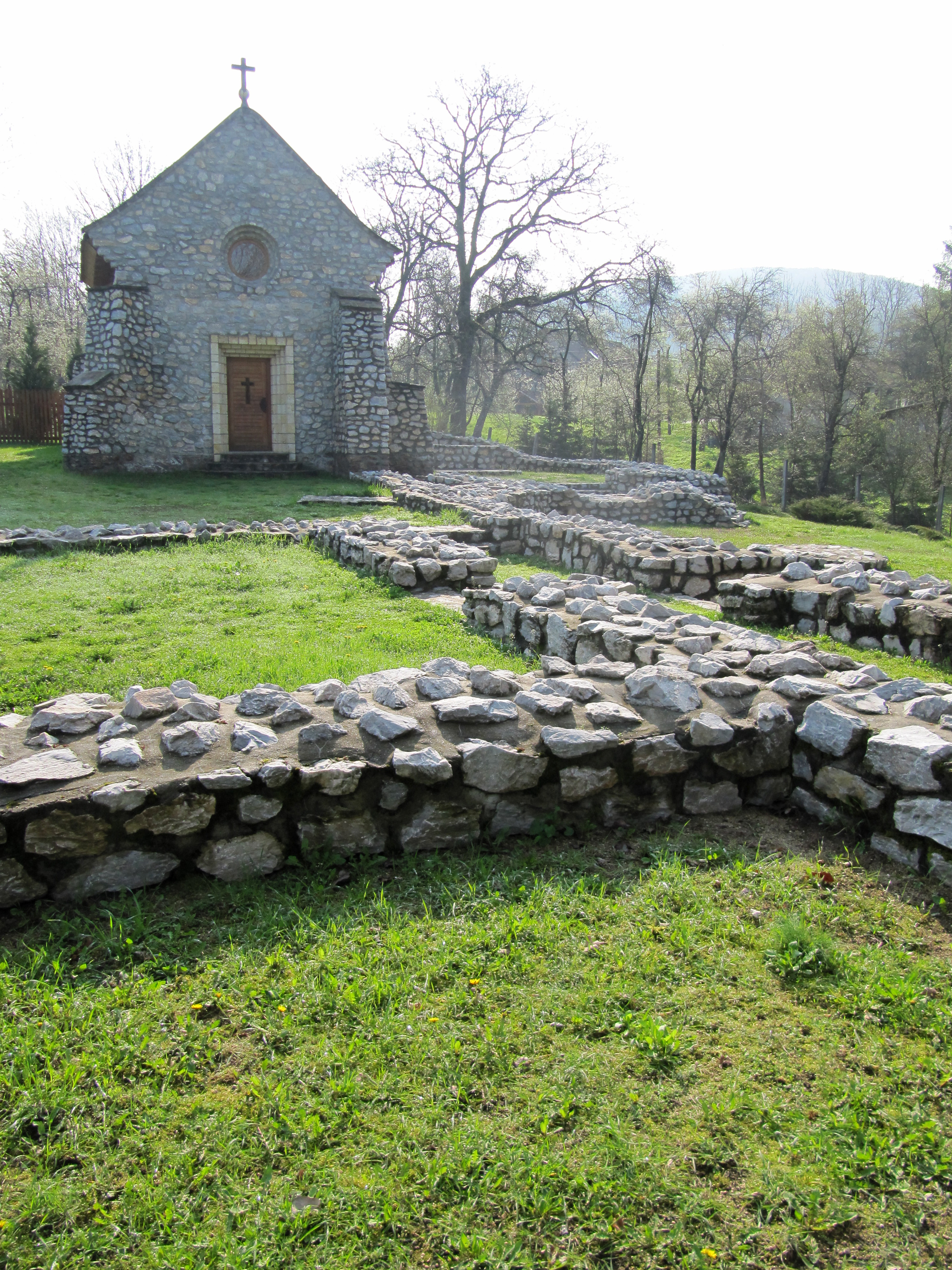
Kapelle Szent Katalin
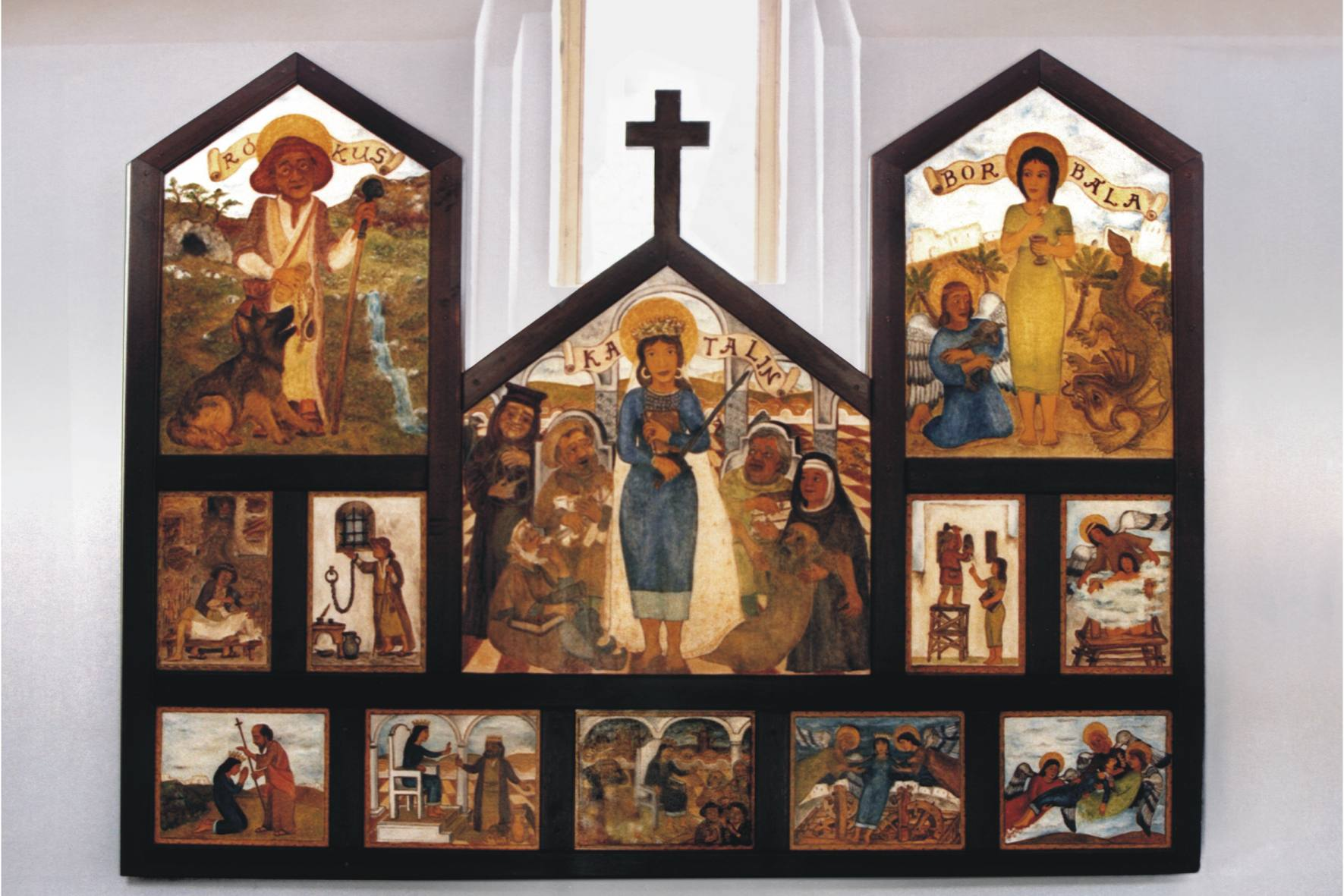
Altar in der Kapelle
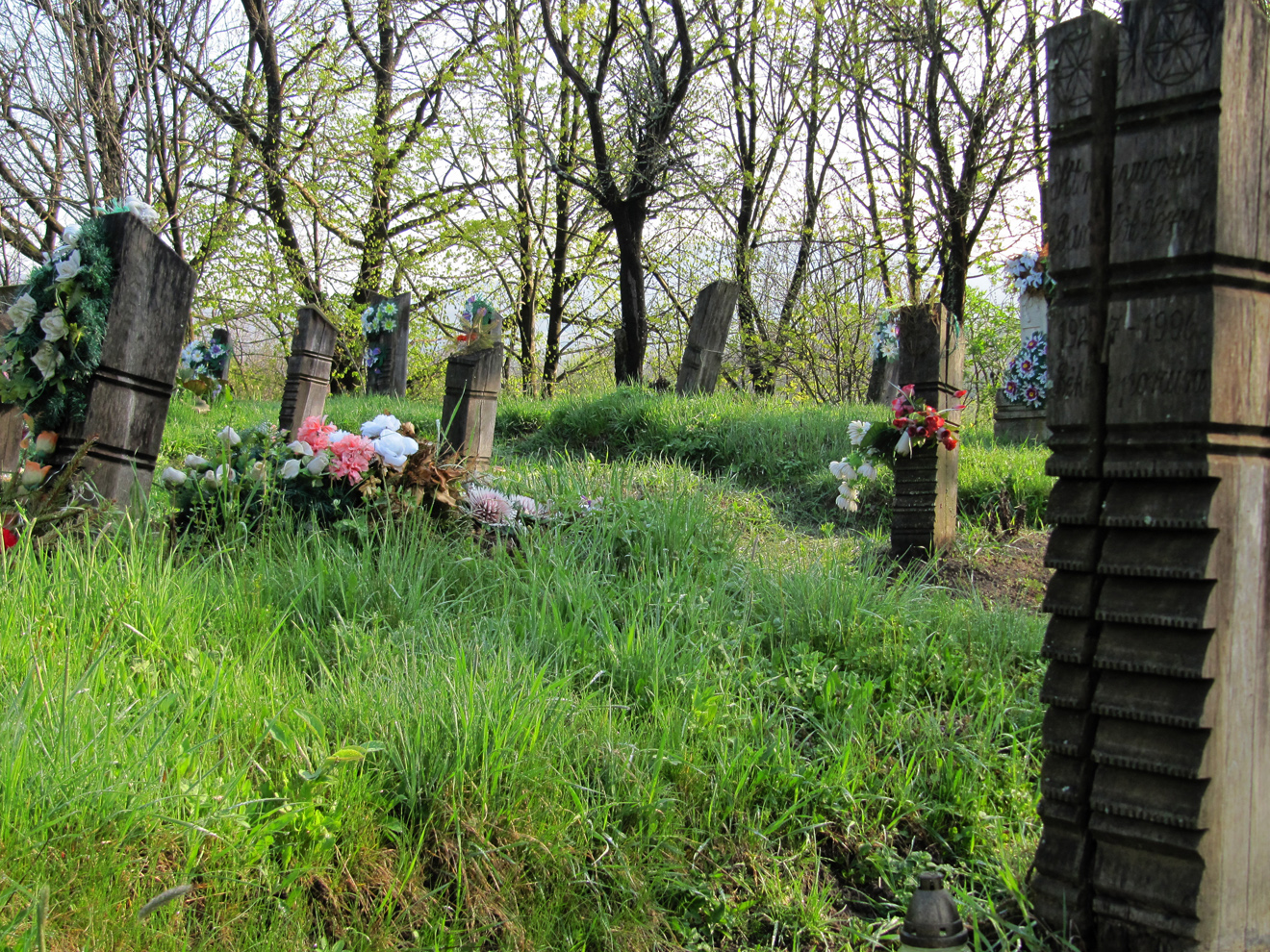
Friedhof mit Kopjafa-Gedenkstelen

## Fauna
Die waldreiche Umgebung der Gemeinde bietet Lebensraum für zum Teil seltene Vogelarten. So finden sich dort Heidelerche, Gebirgsstelze, Habichtskauz, Uhu, Wachtelkönig, Mittelspecht, Weißrückenspecht, Kaiseradler, Schlangenadler, Schreiadler und Steinadler.
Weiterhin finden sich in der Region Alpenbock, Scharlachroter Plattkäfer, Zemplener Laufkäfer und Gelbbauchunke.

## Verkehr
Durch Telkibánya verläuft die Landstraße Nr. 3708. Es bestehen Busverbindungen über Gönc nach Hidasnémeti. Der nächstgelegene Bahnhof befindet sich in Gönc.